# Светла Колева
Светла Йовчева Колева е професор, доктор на социологическите науки в Института по философия и социология към Българската академия на науките.

## Биография
Светла Колева завършва висше образование по социология в Софийския университет през 1984 г. През 1990 г. става доктор по социология. През 2017 г. защитава дисертация и става доктор на науките. Темата на нейната дисертация е „Социологията в Централна и Източна Европа 1945 – 1989“.
Автор е на книгата „Социологията като проект“, издадена от Пенсофт. Има публикации на френски и английски език. Участва в 33 научни конференции, много от тях международни. Водила е курсове в Софийския университет, Нов български университет и университета в Квебек, Монреал. Участва в 9 големи изследователски проекта - 3 национални и 6 международни, на много от тях в ролята на ръководител.
Председател е на БСА и развива активна дейност в Международната асоциация на франкоезичните сициолози.
По повод Деня на народните будители на 1 ноември 2020 г. Управителният съвет на Българската академия на науките я награждава за изключително значими монографии от национално значение.